# Sychesia basipennis
Sychesia basipennis är en fjärilsart som beskrevs av Walker 1856. Sychesia basipennis ingår i släktet Sychesia och familjen björnspinnare. Inga underarter finns listade i Catalogue of Life.